# Tim Lee-Davey
Tim Lee-Davey (* 20. Februar 1955 in Pembury) ist ein ehemaliger britischer Autorennfahrer und Rennstallbesitzer.

## Karriere als Rennfahrer und Rennstallbesitzer
Tim Lee-Davey war in den 1970er-Jahren Mitglied im britischen Kartteam und wechselte 1980 in den Monopostosport. Neben ersten Einsätzen in der Formel 3 fuhr er eine komplette Saison in der britischen Formel-Ford-Meisterschaft, die er als Gesamtsieger beendete. Es folgten einige Jahre in der Britischen Formel-3-Meisterschaft. Die beste Saison hatte er 1983, als er auf einem Ralt RT3 Gesamtzwölfter wurde (Die Meisterschaft gewann Ayrton Senna vor Martin Brundle und Davy Jones).
1984 begann die Sportwagenkarriere. Er bestritt Rennen in der Thundersports-Serie und war ab 1985 regelmäßiger Starter in der Sportwagen-Weltmeisterschaft. Zuerst als Fahrer bei Tiga Race Cars und Spice Engineering, später mit dem eigenen Rennteam Team Davey. Sein größter Erfolg als Fahrer war der sechste Rang beim 360-km-Rennen im Sandown Park, einem Wertungslauf der Weltmeisterschaft 1988. Fünfmal ging er beim 24-Stunden-Rennen von Le Mans an den Start. Beste Platzierung im Schlussklassement war der 15. Rang 1989, eingefahren mit Tom Dodd-Noble und Katsunori Iketani im vom eigenen Team gemeldeten Porsche 962C.
1988 gründete er sein eigenes Team, das von Anfang an in finanziellen Schwierigkeiten war. Um den teuren Rennbetrieb für zwei Porsche 962C aufrechterhalten zu können, stecke Tim Lee-Davey jedes verfügbare Geld in das Team. Als es 1991 wieder aufgelöst wurde, hatte er Schulden in Höhe von 774.000 Pfund Sterling. Ausbleibende Zahlungen der Fahrer Alfonso Toledano und Fulvio Ballabio versuchte er erfolglos einzuklagen. In der zweiten Hälfte der Saison 1990 vermietete er einen Porsche erst an den Mexikaner Michel Jourdain senior und dann an die ehemalige Miss Austria Mercedes Stermitz. Die daraus resultierenden Einnahmen konnten das Ende des Teams nicht aufhalten.

## Statistik

### Le-Mans-Ergebnisse
| Jahr | Team                 | Fahrzeug     | Teamkollege      | Teamkollege       | Platzierung     | Ausfallgrund     |
| ---- | -------------------- | ------------ | ---------------- | ----------------- | --------------- | ---------------- |
| 1985 | Spice Engineering    | Tiga GC84    | Neil Crang       | Tony Lanfranchi   | nicht klassiert |                  |
| 1987 | John Bartlett Racing | Bardon DB2   | Robin Donovan    | Raymond Boutinaud | Ausfall         | Kraftübertragung |
| 1988 | Team Davey           | Tiga GC88    | Tom Dodd-Noble   |                   | Ausfall         | Zündungsschaden  |
| 1989 | Team Davey           | Porsche 962C | Tom Dodd-Noble   | Katsunori Iketani | Rang 15         |                  |
| 1990 | Team Davey           | Porsche 962C | Giovanni Lavaggi | Max Cohen-Olivar  | Rang 19         |                  |

### Einzelergebnisse in der Sportwagen-Weltmeisterschaft
| Saison | Team                       | Rennwagen                    | 1   | 2   | 3   | 4   | 5   | 6   | 7   | 8   | 9   | 10  | 11  | 12  | 13  | 14  | 15  |
| ------ | -------------------------- | ---------------------------- | --- | --- | --- | --- | --- | --- | --- | --- | --- | --- | --- | --- | --- | --- | --- |
| 1981   | Kelly Limited              | Tiga SC80                    | DAY | SEB | MUG | MON | RIV | SIL | NÜR | LEM | PER | DAY | WAT | SPA | MOS | ROA | BRH |
| 1981   | Kelly Limited              | Tiga SC80                    |     |     |     |     |     |     |     |     |     |     |     | 20  |     |     |     |
| 1985   | Spice Engineering          | Tiga GC84                    | MUG | MON | SIL | LEM | HOK | MOS | SPA | BRH | FUJ | SEL |     |     |     |     |     |
| 1985   | Spice Engineering          | Tiga GC84                    |     |     | DNF | DNF |     |     |     | DNF |     |     |     |     |     |     |     |
| 1986   | Tiga Team                  | Tiga GC86                    | MON | SIL | LEM | NÜN | BRH | JER | NÜR | SPA | FUJ |     |     |     |     |     |     |
| 1986   | Tiga Team                  | Tiga GC86                    |     |     |     |     | DNF |     | 11  | DNF | DNF |     |     |     |     |     |     |
| 1987   | Bartlett Racing Tiga Team  | Bardon DB1/2 Tiga GC87       | JAR | JER | MON | SIL | LEM | NÜN | BRH | NÜR | SPA | FUJ |     |     |     |     |     |
| 1987   | Bartlett Racing Tiga Team  | Bardon DB1/2 Tiga GC87       |     |     |     |     | DNF |     |     | DNF | DNF | DNF |     |     |     |     |     |
| 1988   | Team Davey ADA Engineering | Tiga GC88 ADA 03 Porsche 962 | JER | JAR | MON | SIL | LEM | BRÜ | BRH | NÜR | SPA | FUJ | SAN |     |     |     |     |
| 1988   | Team Davey ADA Engineering | Tiga GC88 ADA 03 Porsche 962 |     |     |     |     | DNF |     | DNF | DNF | 8   | DNF | 6   |     |     |     |     |
| 1989   | Team Davey                 | Porsche 962                  | SUZ | DIJ | JAR | BRH | NÜR | DON | SPA | MEX |     |     |     |     |     |     |     |
| 1989   | Team Davey                 | Porsche 962                  | 22  | 25  | 16  | 14  | DNF |     | DNF | 11  |     |     |     |     |     |     |     |
| 1990   | Team Davey                 | Porsche 962                  | SUZ | MON | SIL | SPA | DIJ | NÜR | DON | MOT | MEX |     |     |     |     |     |     |
| 1990   | Team Davey                 | Porsche 962                  | 17  |     | 13  | 17  | DNF |     |     | DNF |     |     |     |     |     |     |     |